# 2015年9月博爾諾州炸彈襲擊
2015年9月博爾諾州炸彈襲擊，是指2015年9月20日發生在尼日利亞博爾諾州城市邁杜古里和蒙古诺的一連串恐怖主義襲擊，懷疑由博科圣地發動。

## 過程
2015年9月20日晚上7時左右，邁杜古里有一座清真寺遭到炸彈襲擊，當時正值伊斯蘭教的宵禮時間；一名伊瑪目是這場清真寺炸彈襲擊中的唯一生還者，他憶述兩名襲擊者在清真寺外面守候，而爆炸聲響起時正值禱告的中段。
在相近時間，邁杜古里一個平交道口亦發生襲擊；有生還者憶述，襲擊發生在一個電訊服務熱點，人們正在購買手機充值卡，很多人在爆炸後當場死去或受傷，不少屍體被炸得粉碎。
在另一宗炸彈襲擊的現場，有個大屏幕正在放映足球比賽，一批球迷聚集在大屏幕前觀賞賽事；爆炸後，有目擊者在襲擊現場發現四具屍體，也有很多人受傷。
另外一宗襲擊同在晚上7時發生，一名女性炸彈襲擊者在邁杜古里一所繁忙的市場內引爆炸彈；當時，一些穆斯林打算購買食品，準備迎接古爾邦節假期。雖然這宗爆炸案被認為是一宗自殺式襲擊，但亦有人持相反看法，認為涉事的炸彈是被人放置在市場內；有目撃者憶述，現場有最少23具屍體和20名傷者，而爆炸現場周遭的大部分商店均被炸燬。
距離邁杜古里約130（81英里）的蒙古諾也發生了爆炸，當地有一所市場遭到自殺式襲擊，最少28人死亡、約55人受傷；死傷者被送到邁杜古里的醫院，但有醫院不夠空間容納他們，要求傷者轉到其他醫院接受治療。是次襲擊共有兩枚炸彈爆炸。
截至2015年9月22日，邁杜古里的炸彈襲擊共造成最少117人死亡、70人受傷。

## 責任
截至2015年9月21日，沒有任何組織為是次襲擊承認責任；但是，這宗襲擊初步懷疑是由伊斯蘭極端主義組織博科聖地發動，該組織的武裝份子本來佔據了尼日利亞的部分領土，但這些領土被尼日利亞武裝力量在是次襲擊前收復。博科聖地早前也曾襲擊民用設施，例如鬧市、清真寺、教堂等。

## 反應
聯合國秘書長潘基文譴責博科聖地涉嫌在清真寺和其他地區發動的襲擊，又向死傷者家屬表示慰问，祝願傷者能早日康復。尼日利亞團體艾勒瓦协商政坛對是次襲擊表示震驚，形容襲擊卑鄙、野蠻和邪惡，是「無理地殺害無辜的靈魂」；該組織認為，博科聖地是以宗教戰爭之名殺死無辜者，沒有宗教會縱容如此殘酷野蠻的行為。
襲擊發生後，尼日利亞宣佈實施宵禁，又禁止民眾在穆斯林節日期間駕車。